# 陶保晉

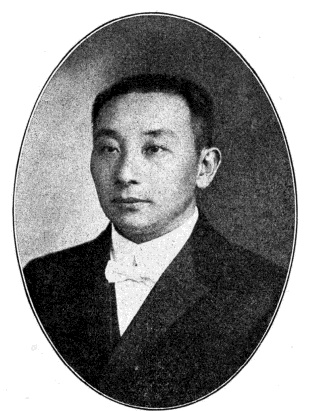
《民国之精华》中的陶保晋照片

陶保晋（1875年2月7日—1948年6月）又名“陶锡三”，道名“陶道开”，生于江苏江宁（今南京），中华民国政治人物、律师、世界红卍字会南京分会会长。

## 生平

### 早年生涯

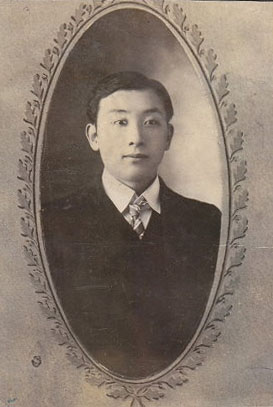
陶保晋

清朝末年，陶保晋毕业于江南格致书院。清末（约1905年）赴日本留学，1906年从“法政大学清国留学生法政速成科”第二班毕业，1907年回国。光绪三十三年（1907年）， 陶保晋与留日学者濮仲寅在南京夫子庙大成殿学宫，创建了江宁府中学堂，即今夫子庙小学的前身。光绪三十三年（1907年）， 陶保晋等7人倡议，郑苏龛京卿等人提倡，在江宁城内娃娃桥，创办“官立江南法政讲习所”。宣统三年（1911年），就原址改设“私立金陵法政专门学堂”。先后担任江宁律师公会会长，江苏省咨议局议员、金陵法政专门学校校长等。江苏谘议局议员。
中华民国成立后，该学堂改称“金陵法政专门学校”。陶保晋曾任金陵法政专门学校校长。中华民国初年，陶保晋出任国会众议院议员。此外，他还曾任江苏银行检查员、江苏总商会法律顾问等职务。1919年，陶保晋与同乡史量才共同创办了“南汤山兴业公司”。1920年，陶保晋投资创建了一座私人温泉别墅，采中西合璧的建筑风格，因慕陶渊明“吾爱吾庐”之意，取名“陶庐”。不久，陶保晋举家迁出陶庐，将此处对外开放。
1922年，陶保晋在江宁创立道院。道院是一种新宗教团体，对外称红卍字会，主张五教（儒、释、道、耶、回）合一， 提倡以内在的修为和外在的慈善来拯救社会。1923年创办“世界红卍字会南京分会”，为慈善组织，此后担任会长26年直至去世，其道名为“陶道开”。1923年日本关东大地震、1927年日本关西大地震时，在日本驻南京领事林出贤次郎牵线下，陶保晋先后两次率该会会众赴日本，参与灾后救助工作，“东瀛浩劫，有史罕闻，国于同洲，往救宜急”。其中1923年11月，世界红卍字会中华总会派遣侯延爽、冯阅谟、杨承谋等三人携米二千石、美金五千元，赴日本慰问灾情。陶保晋因热心慈善事业而享有清誉，与佛教界各庙的方丈均结良缘，寺庙内如有不合，会请他调解。释圆瑛曾被陶保晋请到红卍字会大厅讲经。
1927年，南京国民政府成立后，陶保晋失去在北京政府时期拥有的国会议员身份，部分财产也以“反革命嫌疑”被没收。“缠讼七年，始以发还”。以此为转折，陶保晋远离政治，专注于慈善和宗教活动。1929年9月18日，在大本教的推动下，王性真、侯延爽和陶保晋率“世界红卍字会东瀛传道团”出访日本，视察神户会务，兼往东京设立总会，旨在“道慈昌明”，奠定“东亚第一和平之基”；10月12日，访问途中突然得到扶乩坛训：“命道开至釜（山），即时回沈（阳），筹划接仁子（出口王仁三郎）过奉（天）之礼仪”。

### 抗日战争期间

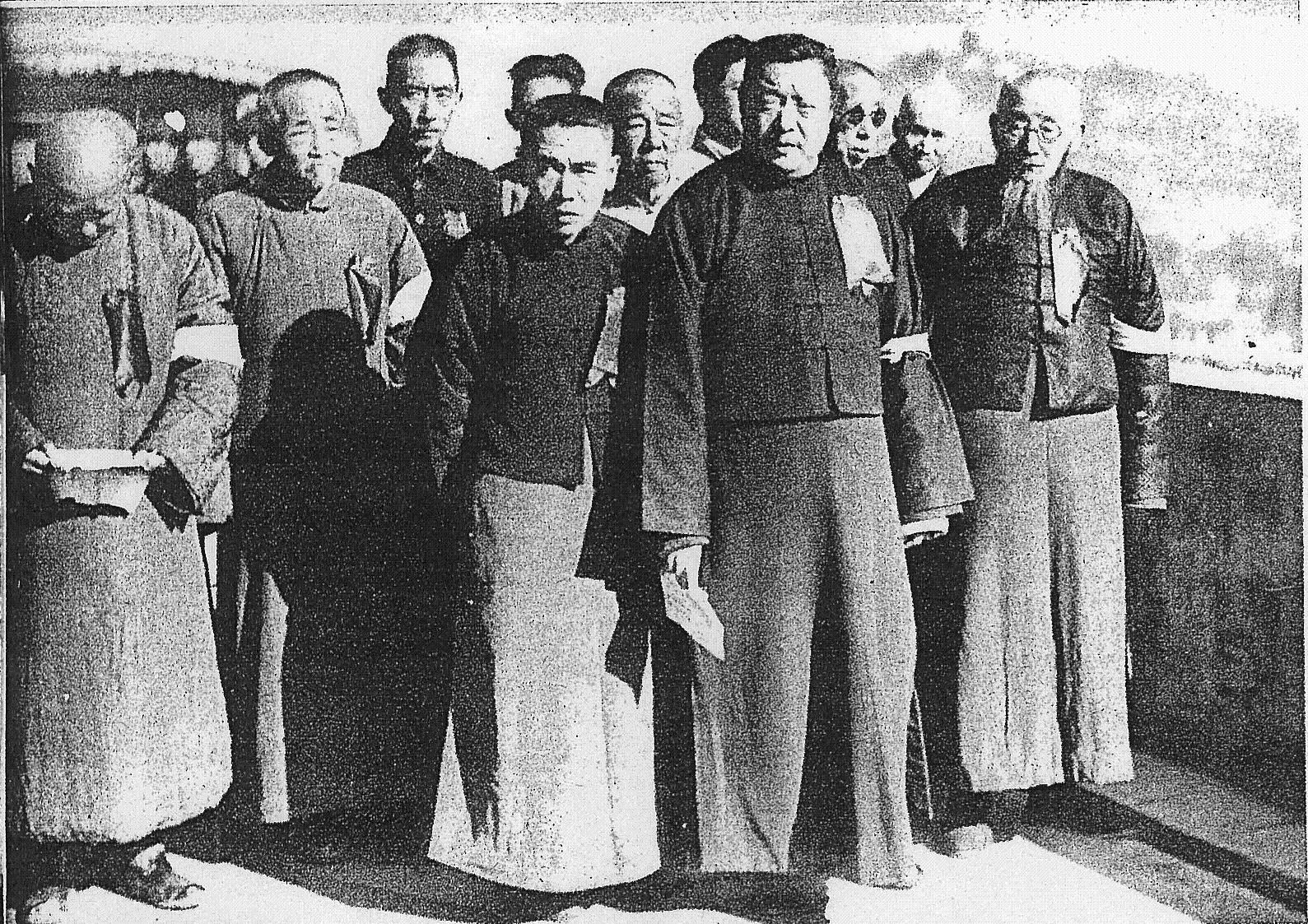
1938年1月1日，出任南京市自治委员会会长的陶锡三（右边）与其他代表。

1937年7月，陶保晋主持出版了《南汤山志》。1937年12月13日，日军占领南京，随后强占了陶庐。陶保晋率红卍字会留在南京。日军占领南京前夕，世界红卍字会南京分会联络一些西方人士发起成立安全区（难民区）。红卍字会随即迁入安全区。日军占领南京后，进行南京大屠杀，陶保晋在红卍字会扩大了收容所、救护队、掩埋队，他们最早还可用“四块薄板为棺”掩埋大屠杀的遇难者，后来遇难者太多，他们只好直接挖坑掩埋。红卍字会经手掩埋了43071具尸体，均记入了红卍字会的档案。第二次世界大战结束后，经国民政府查实，上述红卍字会档案附10张照片，作为“远东国际军事审判检方证据1704 号”递交至远东国际军事法庭，经远东国际军事法庭确认无疑。这成为揭露日军南京大屠杀的有力证据。红卍字会副会长欧阳都麟等站在审判战犯法庭上作证。
1938年1月1日，陶保晋受到日军强迫，被迫出任南京市自治委员会会长，并在南京鼓楼市民大会上宣布该会成立。回家后，陶保晋随即卧病不起，1938年1月11日正式请病假，1月24日呈请辞职，但未获准。3月14日，他再次提出辞呈，十多天后乃获日本方面同意。1938年3月15日的《南京民报》刊登了陶保晋的“辞职书”，其中报道称“本市自治会陶会长，自受命以后，以种种原因，即未尝实际负责”，并且大字刊登“陶会长坚请辞职”。1938年3月18日致“南京自治委员会”辞职信：
敬启者，锡三因病辞职，业于一月二十四日函达不能任事理由，当经委员会于一月二十五日提出会议，经田中领事陈述意见，内有请陶静养，由孙代理等语，决议慰留在案。是会长职务，先于一月十一日锡三请假病时，即由胡委员启阀提议公认孙叔荣副会长代理会长职务在案。两月以来，负责有人，锡三并无若何责任，亦无经手事件，正在专心疗养脑病，尚未痊愈。忽市府路家宅又被劫一空，其中佛堂一间，供奉经像及祖宗神位，全行遗失，神经益加激刺，病益加重，曾经一再报告委员会，据转领事馆、特务机关查询在案。兹接公函，准特务机关小岛先生来会面述，询据天野乡三，供称不知，无从查询等语。函复前来，倾闻之下，非常伤感，病体益不能支，彻夜失眠，精神衰弱，形容消瘦。经医生诊断，非长期休养，不能回复健康，实属不能再行出来。抑尤有声明者，锡三笃信神权，办理道院、红卍字会，历十有六年，向守会章，不闻政治。此次为维持治安，追随同人之后，本已推举正副会长有人，乃在领事府集会时，忽被前机关长佐方先生临时变更，推重锡三，田中领事等从而赞助。虽声明卍字会职员不能参与政治，固辞不获，勉暂担任，以让贤能，曾经当众声明。孰知冥冥之中，已受谴责，午夜焦思，百感交集。因忆锡三之于民国十一年创办南京道院、红卍字会，是年十二月间，北京、南京道院迭奉先严菊溪公临坛训示，内有“汝益当誓身许道”等谕。故十余年以来，绝未参加任何政治。此次被推加入，当时未便坚决拒绝者，诚恐引起误会，影响道慈之进行，乃一时委曲求全，竟被严君之训戒，以致业力发动，受此疾苦之重惩，事虽神秘，不敢不宣，足见天日昭昭，万不敢出而问世。为此重言声明，所有会长虚名及任何名义，一概辞谢，否认慰留，俾资静养，而遂初衷。即请查照第八次会议记录，据转领事府、特务机关查照备案，附缴臂章一枚，即希查收缴销为荷。
中华民国维新政府在南京成立时，陶保晋被迫出任立法院立法委员。汪精卫政权成立后，继续担任立法委员。1941年至1942年间，日军为筹措军粮，命汪精卫政权粮食部到处征收粮食，导致南京粮价猛涨，民不聊生。1942年2月，正在担任立法委员的陶保晋，与监察委员吕一峰、马孟壮联名弹劾粮食部部长顾宝衡，指顾宝衡等人强行收购粮食，造成粮荒。但是，汪精卫政权反称陶保晋勾结不法粮商，对抗粮食收购，并派特务机构秘密缉拿陶保晋。但陶保晋躲藏起来，未被抓获。次日，南京《中央日报》第二版头条刊登了“立法委员陶保晋及监察委员吕一峰等三人勾结不法奸商对抗粮食政策，被撤职查办”的消息。后经追查，此案实属诬告，事情不了了之。
1940年代，印度佛教界将保存在印度的誌公（即济公）的舍利子专程送往南京，陶保晋代表南京地方公会授受舍利子，将舍利子安葬于新建的誌公塔内。建塔时，塔前立有石碑，上有陶保晋署名的碑文，记载了募捐建塔的经过。

### 逮捕入狱

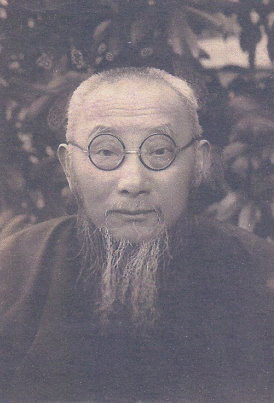
陶保晋

抗日战争胜利后，1946年4月，自以为能脱却干系的陶保晋在女儿的陪同下，主动前往国民政府有关部门军统机关交待南京沦陷后所参与之活动，立刻遭到拘禁。1946年6月8日，南京首都高等法院依照《惩治汉奸条例》，判处“陶保晋共同通谋敌国、图谋反抗本国，处有期徒刑二年，剥夺公权三年、全部财产，除酌留家属必须生活费外没收。”。即，除两年徒刑之外，包括被日军窃据的汤山“陶庐”和市内祖产概被没收。首都高等法院的判决理由如下：
陶保晋于民国十二年被推任世界红卍字会南京分会会长。二十六年十二月，首都沦陷后，受敌人之指使出而组织自治会，自认会长，惟为时仅十余日，即因病辞会长之职，并推荐副会长孙叔荣(原日本领事馆中国雇员)任该会会长。二十七年八月，又经大民会总本部高翔迫充该会副会长。二十八年秋，复受温宗尧之怂恿任伪维新政府立法委员。二十九年三月，汪逆兆铭等合组伪国民政府于南京，陶保晋即蝉联原职，常出席立法院会议执行立法委员之职务。迨至三十一年十二月间因不满伪政府对粮食管制情形提出建议，致被伪政府褫职查办。遂闲居南京。日寇投降后，即由军事委员会调查统计局捕送本院检察官侦查起诉。

查被告陶保晋受敌人之指使组织自治会及充任伪维新政府与伪国民政府立法委员，并曾充伪大民会副会长等职，业经其在侦查时与审判中先后供认不讳，且常出席伪立法院会议，亦有伪立法院公报可查，足见所供各节自属实情。按伪立法院所议订之伪法多属有利于敌伪不利于本国，被告即担任此项伪职参与其中会议，其有凭籍敌伪势力，为有利于敌伪不利于本国之行为，固甚明显。惟该被告年已老迈，心尚慈善，因受人指使与怂恿而出任伪职，与反抗本国之激烈分子自难比论，核其情节尚属轻微。再查首都沦陷之时被告即扩大红卍字会之机构联合英美教士组织国际救济会，由英美大使商得敌酋之许可首都住宅区为难民区，设立收容所多处收容难民组织救济队掩埋被敌寇惨杀之遗尸四万三千零七十一具并办理施诊义赈平糴及发放恤老津贴等事务，凡此种种既有确实证据足资证明（见被告所呈之世界红卍字会南京分会慈业工作报告书一册，照相十张，世界红卍字会南京分会救济队掩埋组掩埋尸体具数统计表一张及办理义赈之存根十六本，恤老慈金照片簿并恤老慈金姓名录各一本），则该被告曾为有利于民众之行为自属显然之事实，爰依处理汉奸条例第三条第一项之规定减轻其刑二分之一，再因被告犯罪时期系民国三十三年六月一日以前依减刑办法之规定应再予减轻二分之一，酌处有期徒刑二年。
陶保晋没有上诉。
就陶保晋被逮捕判刑，有不同的说法。一种流行的说法是军统为配合蒋中正将陶庐变为“总统专用温泉别墅”而设计陷害。但据考证，位于今南京汤山温泉路3号的蒋中正温泉别墅，实际上并非陶庐，而是“汤山主席官邸”，其前身为张静江公馆。陶庐则位于今温泉路1号院内，在日军占领时期同俱乐部相邻，与温泉路3号是两座不同的建筑。陶庐的建筑在中华人民共和国建立后已拆除。
实际上，抗日战争胜利后，陶庐曾被陆军大学和南京市政府双方争夺，而蒋中正并未参与争夺，陶庐也从未被改建为总统别墅。抗日战争胜利后，陆军大学奉蒋中正之命在陶庐开办将官训练班，一直到中华人民共和国成立前夕才搬出陶庐迁往孝陵卫。1946年国民政府还都南京之前，陆军大学便已入驻陶庐，南京市汤山区筹备处则占据了陶庐的一部分，双方均不肯让出陶庐。1946年4月26日，蒋中正指示陆军大学以“汤山浴地及日人建屋并陶庐三地”作为将官训练班的地址开班。1946年5月4日，蒋中正巡视汤山时，又指示汤山区筹备处从速修理陶庐，以将陶庐辟为公教人员的休憩之所（一说用于招待外宾）。由于蒋中正前后两次表态相矛盾，陆军大学和南京市政府对陶庐的争夺更趋激烈。蒋中正多次发话均未平息。1946年8月6日，南京市市长马超俊记录道：“汤山陶庐一屋，本府与陆军大学同奉主席核准拨用，究应谁属，拟定期邀请国防部及陆大派员来府会商决定。”后双方会商无果，马超俊致电蒋介石，望将陶庐“拨作招待外宾之用”。9月30日蒋中正回电：“陶庐房屋仍由陆军大学继续使用。招待外宾房屋由该市政府另行觅定可也。”1947年11月29日，南京市政府的杨克天写道：“陶庐虽由汤山管理处接收，就现在情况而言，实为陆大接收使用。”
蒋介石在汤山早有下榻之所即张静江公馆。该公馆抗日战争期间被日军宪兵占用8年。抗日战争胜利后，国军军方投资596万元修理该公馆，并称之为“汤山主席官邸”，简称“官邸”。南京市工务局于1946年2月奉命修理该公馆，4月22日工务局致函首都电厂：“查本局修理汤山主席官邸（即张静江先生公馆）工程，业将次第完成，所有内部电灯急须派工接火，相应函达，即希查照办理为荷。”4月27日，后方勤务总司令部通知南京市政府来总司令部领取修理费。由此可知，汤山主席官邸于1946年4月底已基本竣工。   南京工务局1946年绘制的《汤山陶庐及官邸附近地形图》也显示，如今的温泉路3号即汤山主席官邸，而陶庐则在今温泉路1号大院内。
刑满出狱两个月后，1948年6月，陶保晋在南京火瓦巷24号的世界红卍字会南京分会办公室内因脑溢血逝世。享年73岁。